# Cycetogamasus
Cycetogamasus es un género de ácaros perteneciente a la familia Parasitidae.

## Especies
- Cycetogamasus californicus (Banks, 1904)
- Cycetogamasus corculatus Athias-Henriot, 1980
- Cycetogamasus coreanus Athias-Henriot, 1980
- Cycetogamasus denticulatus (Tikhomirov, 1971)
- Cycetogamasus diviortus (Athias-Henriot, 1967)
- Cycetogamasus insolitus Athias-Henriot, 1980
- Cycetogamasus planeticus Hennessey & Farrier, 1989
- Cycetogamasus squamatus Athias-Henriot, 1980